# Rimskivling
Rimskivling (Cortinarius caperatus), tidigare rynkad tofsskivling eller pudrad tofsskivling är en svampart som först beskrevs av Christiaan Hendrik Persoon, och fick sitt nu gällande namn av Elias Fries 1838. Rimskivlingen fördes tidigare till släktet Rozites, men ingår numera i släktet Cortinarius och familjen spindlingar.  Arten är reproducerande i Sverige. Inga underarter finns listade i Catalogue of Life.
Rimskivling är Västerbottens landskapssvamp.

## Radioaktivitet
Vissa svamparter, såsom rimskivling samlar på sig mer radioaktivitet från jorden än andra. Med påföljd av Tjernobylolyckan kan rimskivlingar ännu samla på sig radioaktivitet i betydande mängder.